# Herb gminy Sochaczew
Herb gminy Sochaczew – jeden z symboli gminy Sochaczew, ustanowiony 29 czerwca 2009.

## Wygląd i symbolika
Herb przedstawia na tarczy koloru czerwonego postać świętego Wawrzyńca w srebrnej szacie, ze złotą dalmatyką i aureolą, trzymający złotą kratę, a pod nim złotą sochę (nawiązującą do nazwy gminy).